# أحمد مقدسي بور
أحمد مقدسي بور (بالفارسية: احمد مقدسی‌پور) هو لاعب كرة قدم إيراني. حضر احمد مقدسي بور خلال مسيرته الرياضية في عدة فرق ومنها فريق أبومسلم لكرة القدم الإيراني.